# Фридрих Пашен
Луис Карл Хайнрих Фридрих Пашен е германски физик. През 1908 г. открива инфрачервената спектрална серия на водородния атом (серия на Пашен), а през 1912 г. заедно с Ернст Бак открива разделянето на спектралните линии в силни магнитни полета, т.нар. ефект на Пашен – Бак.

## Биография
Фридрих Пашен завършва гимназия в Шверин и започва да учи физика и природни науки в Страсбург. След военна служба и два семестъра в Берлинския университет той завършва обучението си в Страсбург през 1888 г. Оттогава до 1891 г. е асистент при Вилхелм Хиторф в Академията в Мюнстер, а от 1891 до 1894 г. – при Хайнрих Кайзер в Техническия университет в Хановер.
След хабилитацията си през 1893 г. е назначен за доцент, а през 1895 г. е назначен за професор. През 1893 г. разработва галванометъра на Пашен за измерване на температурата. В Хановер навлиза в спектроскопията благодарение на Карл Рунге.
С по-нататъшната си дейност Пашер става пионер в инфрачервената спектроскопия. През 1901 г. е назначен за редовен професор и директор на Физическия институт към Тюбингенския университет, който с негова помощ бива развит във водещ изследователски център в областта на спектроскопията. Неговият труд, наред с този на други учени, поставя основите на зараждащата се атомна теория. През 1908 г. Фридрих Пашен открива инфрачервената серия на водородния спектър, наречена серия на Пашен, а четири години по-късно заедно с асистента си Ернст Бак демонстрира разделянето на спектралните линии в силни магнитни полета. Този ефект е наречен ефект на Пашен – Бак.
В сътрудничество с Арнолд Зомерфелд през 1916 г. Пашен изследва структурата на хелиевия спектър, което води до експериментално потвърждение на атомната теория на Бор – Зомерфелд. През 1919 г. е дешифриран неоновият спектър.
През 1924 г. Фридрих Пашен наследява Валтер Нернст като президент на Физико-техническия институт (на немски: Physikalisch-Technische Reichsanstalt) в Берлин. През 1933 г. е принуден да напусне поста от националсоциалистите. През 1943 г. апартаментът му в Шарлотенбург е бомбардиран.
Прекарва последните години от живота си с дъщеря си в Потсдам.

## Членства и отличия
- почетен професор на Берлинския университет, 1925 г.;
- член-кореспондент на Баварската академия на науките, 1922 г.;
- чуждестранен член на Академията на науките на СССР, 1930 г.;
- чуждестранен член на Британското кралско научно дружество в Лондон.